# محمد عرفان (لاعب كريكت باكستاني)
محمد عرفان (6 يونيو 1982 في باكستان - ) (بالأردوية: محمد عرفان)‏ (بالإنجليزية: محمد عرفان)‏ هو لاعب كريكت باكستاني. شارك مع منتخب باكستان للكريكت. أما مع النوادي، فقد لعب مع اسلام اباد يونايتد ‏ وDhaka Capitals ‏ وKhan Research Laboratories cricket team ‏ وLahore Lions ‏.

## وصلات خارجية
- محمد عرفان على موقع إي آس بي آن كريك إنفو (الإنجليزية)